# داريا (الشوف)
[داريا' هي إحدى القرى اللبنانية من قرى قضاء الشوف في محافظة جبل لبنان.
أصل الاسم: يعني البيت أو الدار.
الموقع: تقع داريا في قضاء الشوف ترتبط بالساحل اللبناني عبر طرق الجية-برجا، السعديات-الدبية ووادي الزينة-شحيم. ترتفع عن سطح البحر من 600 إلى 800 متراً وتبلغ مساحتها 481.5 هكتار. تبعد عن مركز القضاء بيت الدين 12 كم وعن مركز المحافظة بعبدا 35 كم وعن العاصمة بيروت 40 كم.
مميزاتها: تنتشر البلدة على مجموعة من التلال والهضاب التي تتشكل منها مدرجات زراعية تصلح لزراعة الزيتون والعنب والتين في حين أنه قسم من أراضيها المنبسطة يزرع بالحبوب والخضار. تنتشر على أراضي البلدة مجموعة من الغابات الصغيرة. داريا واحدة من بلدات اتحاد بلديات إقليم الخروب الشمالي
.اسم البلدات المتاخمة من كل الجهات: عانوت- شحيم - عين الحور- غريفة
أعمال المساحة: حوالي 80% من البلدة ممسوح على أساس كيل مؤقت (غير نهائي) أماَّ الباقي فغير ممسوح ويعتمد على العلم والخبر
```
تصنيف الأراضي: منطقة غير منظمة
```

السكان: يبلغ عدد سكان داريا 4132 نسمة منهم 2160 ناخباً وناخبة. نسبة المغتربين بينهم منخفضة (حوالي 80 شخص).